# 查尔斯·柯蒂斯
查尔斯·柯蒂斯（英語：Charles Curtis，1860年1月25日—1936年2月8日），美国政治家，第31任副總統。其父為白人，其母為印地安人，是美國第一位原住民裔的副總統。幼年期間都與其母方祖母於印地安保留地同住，直到13歲時遭驅趕，投靠父系的白人祖母。
| 前任： 查尔斯·G·道斯 | 美国副总统 1929年-1933年 | 繼任： 约翰·南斯·加纳 |

1. ↑  . CBS.   [2021-01-18]. （原始内容存档于2021-02-01）.